# Épernay-sous-Gevrey
Épernay-sous-Gevrey ist eine französische Gemeinde mit 156 Einwohnern (Stand 1. Januar 2022) im Département Côte-d’Or in der Region Bourgogne-Franche-Comté (vor 2016 Bourgogne); sie gehört zum Arrondissement Beaune und zum Kanton Nuits-Saint-Georges. 

## Geographie
Épernay-sous-Gevrey liegt etwa sechzehn Kilometer südlich von Dijon. Umgeben wird Épernay-sous-Gevrey von den Nachbargemeinden Broindon im Norden, Savouges im Osten, Saint-Nicolas-lès-Cîteaux im Südosten, Villebichot im Süden, Saint-Bernard im Süden und Südwesten sowie Gilly-lès-Cîteaux im Westen.

## Bevölkerung
| Jahr                       | 1962 | 1968 | 1975 | 1982 | 1990 | 1999 | 2006 | 2013 | 2019 |
| Einwohner                  | 70   | 78   | 89   | 116  | 127  | 162  | 169  | 187  | 182  |
| Quellen: Cassini und INSEE |      |      |      |      |      |      |      |      |      |

## Sehenswürdigkeiten

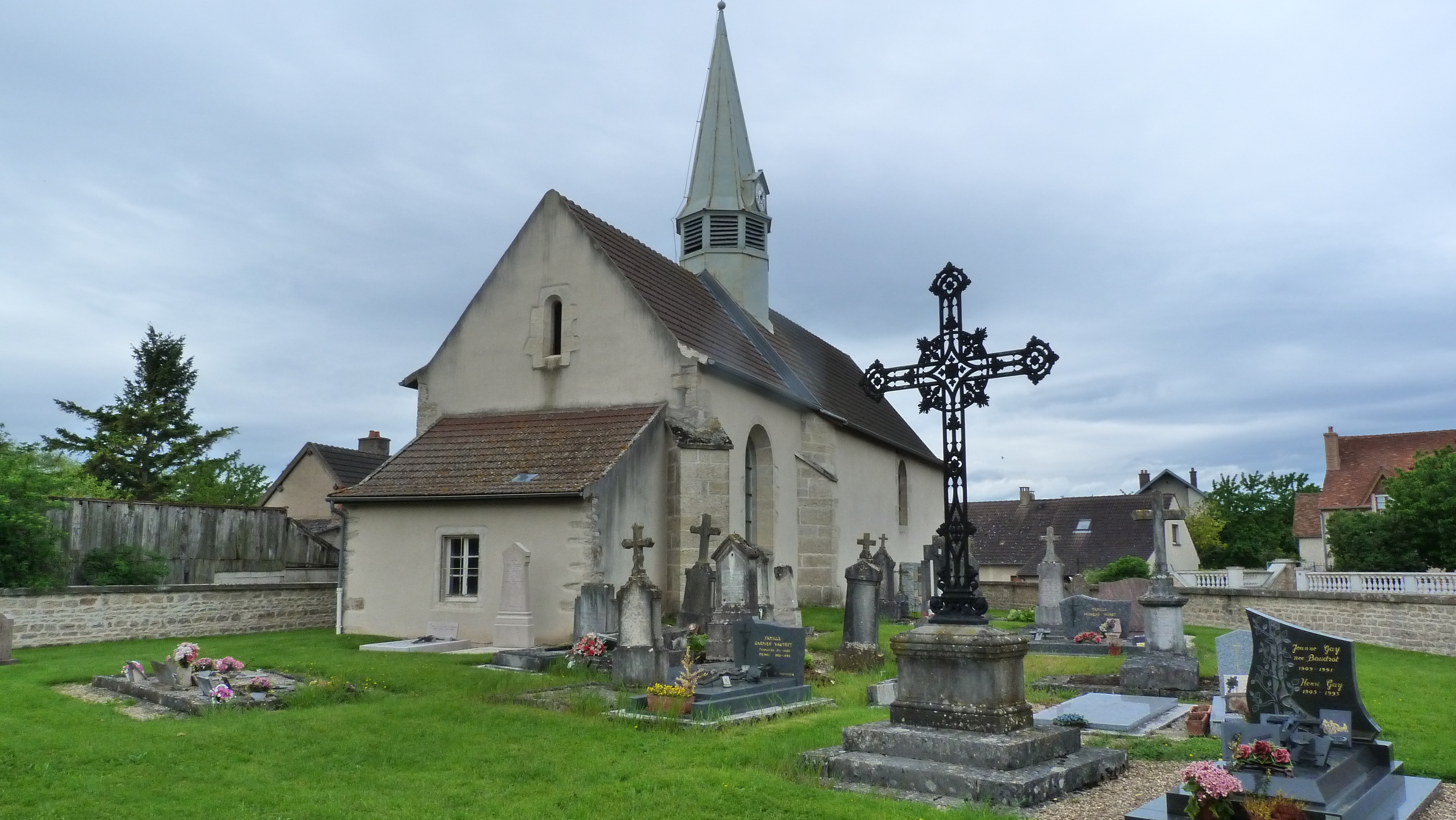
Kirche Saint-Didier

- Kirche Saint-Didier